# Gunter Demnig
Gunter Demnig (Berlín, 27 d'octubre del 1947) és un artista alemany. És conegut pel seu projecte Stolpersteine (pedres de topada), llambordes que es posen davant de l'última casa on va viure una víctima del nazisme.
El 25 de gener de 2018, Demnig va col·locar una llamborda davant de la casa que Neus Català, antiga deportada al camp de concentració de Ravensbrück, té a Els Guiamets, a la comarca catalana del Priorat.

## Biografia
Demnig va criar-se a Nauen i Berlín. El 1967 va començar els estudis d'educació artística a la Universität der Künste Berlin (Universitat de les Arts de Berlín). Després va estudiar un any de disseny industrial i continuà a Kassel on va acabar els estudis amb l'examen de l'estat. De 1980 a 1985 va treballar com a assistent a la mateixa universitat a Kassel. El 1985 va inaugurar el seu taller.
El seu projecte més conegut són els stolpersteine: llambordins en commemoració de totes les persones deportades o assassinades pel règim nazi. Al febrer de 2011 ja hi havia més de 28.000 llambordins a 616 municipis de set països, i al juliol de 2018, Demnig s'havia desplaçat a una vintena de països europeus i clavat 69000 pedres als llocs on el règim nazi va detenir, perseguir o assassinar milers de persones pel seu origen, nacionalitat o ideologia.

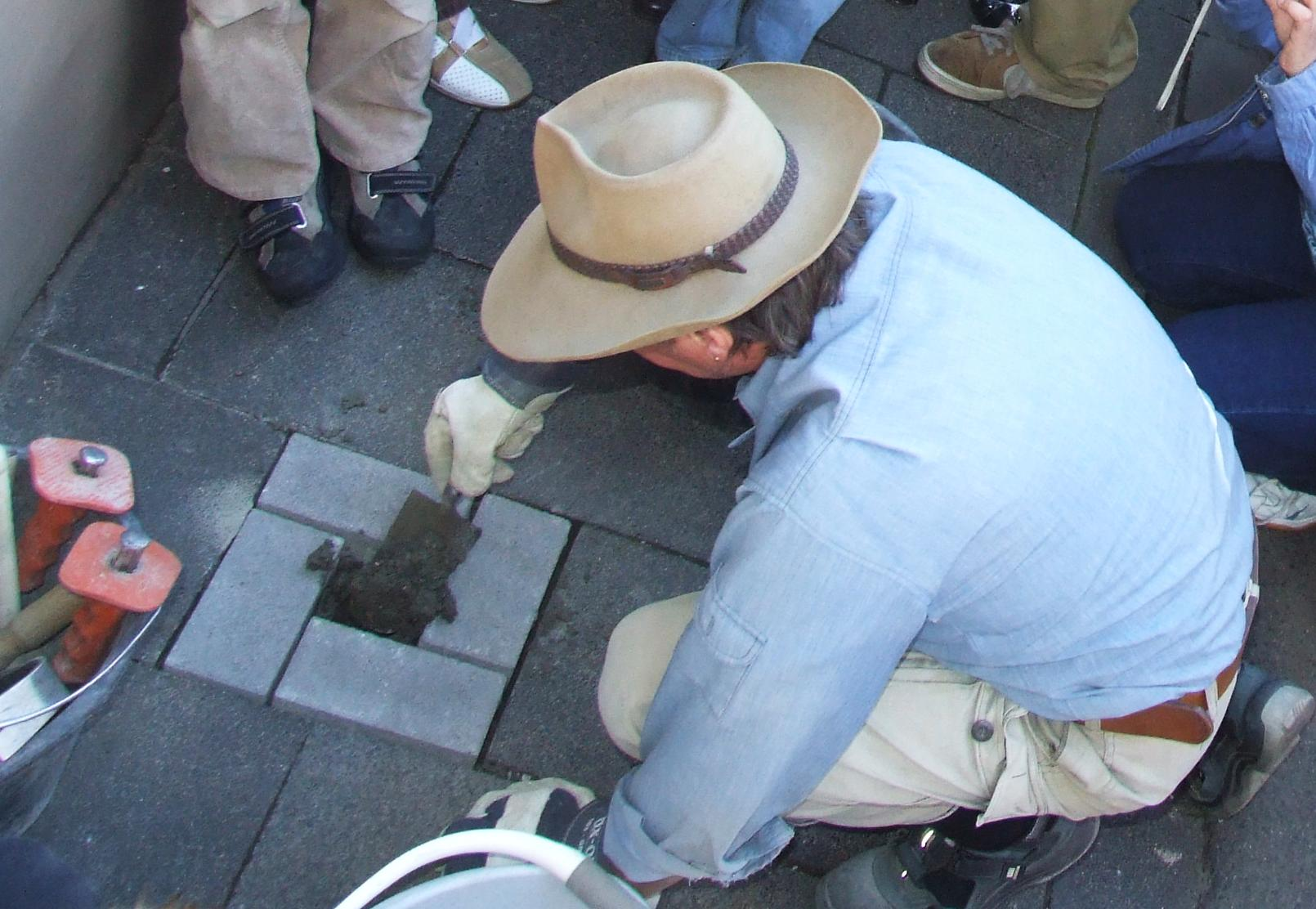
Demnig posa un stolperstein a Königswinter al maig de 2007
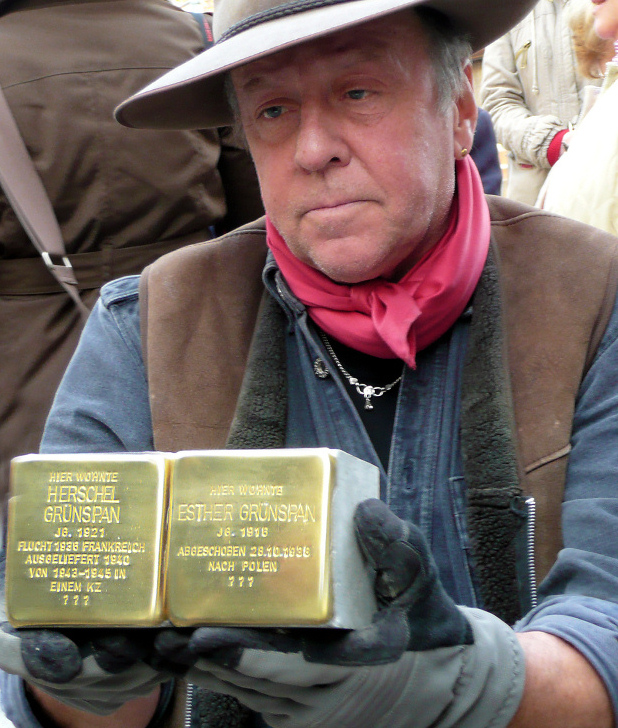
Posada de la pedra de topada per a Esther i Herschel Grünspan a Hannover
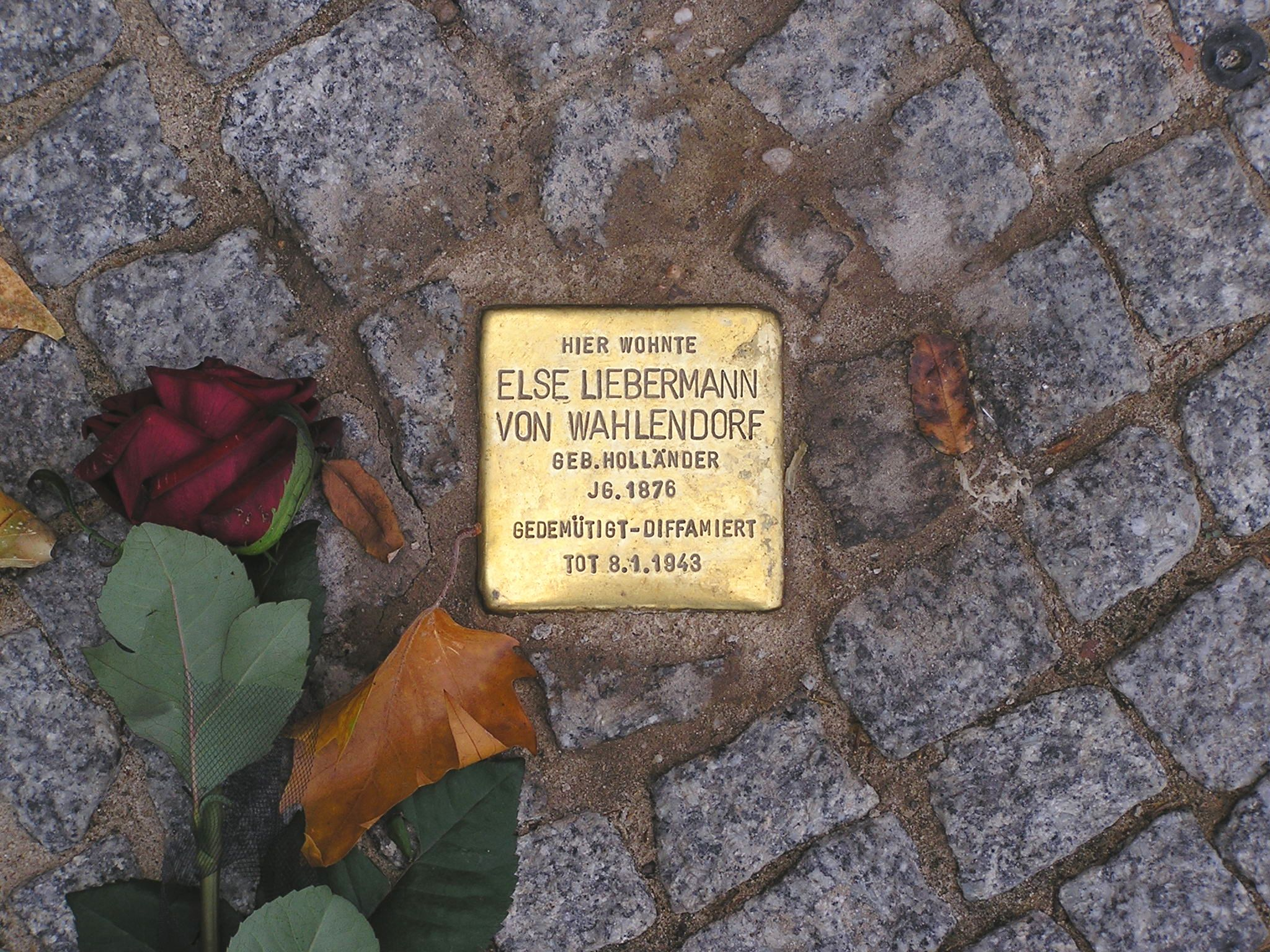
Stolperstein
- Video 2013